# Breynia racemosa
Breynia racemosa là một loài thực vật có hoa trong họ Diệp hạ châu. Loài này được (Blume) Müll.Arg. mô tả khoa học đầu tiên năm 1866.